# Falkenstein (Saské Švýcarsko)
Falkenstein je volně stojící skalní masív, pískovcový svědecký vrch v Saském Švýcarsku v Sasku. Nalézá se nedaleko od města Bad Schandau ve skalní skupině Schrammsteine. Obrovská pískovcová skála je téměř sto metrů vysoká. Ve středověku byl Falkenstein využit pro umístění strážní věže – dodnes jsou viditelné ve skále vytesané zářezy. Skalní věž je dostupná pouze pro zkušené horolezce – existuje zde více než sto horolezeckých cest různého stupně obtížnosti. Nachází se na území Národního parku Saské Švýcarsko.